# Zero Boys
Gli Zero Boys erano una band hardcore punk formatasi ad Indianapolis, Indiana, USA.

## Discografia

### EP
- 1980 - Livin' in the 80's - Z-Disc (7", 33 RPM)

### Album di studio
- 1982 - Vicious Circle - Nimrod
- 1991 - Make It Stop - Bitzcore
- 1993 - The Heimlich Maneuver - Skyclad

### Raccolte
- 2009 - History of the Zero Boys

### Apparizioni in compilation
- Faster & Louder: Hardcore Punk, Vol. 2

## Formazione
- Paul "Z" Mahern - voce
- David "Tufty" Clough - basso
- Mark Cutsinger - batteria
- Terry "Hollywood" Howe - chitarra